# Iglesia de Santa Catalina (Cuzco)
La Iglesia y Convento de Santa Catalina es un convento de monjas de clausura ubicada en la ciudad del Cuzco, Perú. Se encuentra ubicada a 100 metros al sureste de la Plaza de Armas en el solar donde, durante la época incaica, se encontraba el palacio del Acllawasi. 

## Historia
En el siglo XVII, este solar fue repartido entre los conquistadores españoles correpsondiéndole al licenciado Antonio de la Gama. En 1603, este terreno fue adquirido por el obispo Fernando de Mendoza para las monjas dominicas de Santa Catalina. El monasterio, entonces, abrió sus puertas en 1605 siendo una de sus primeras aspirantes Melchora Clara Coya, tataranieta de Huayna Cápac quien era una excepción en una institución que restringía el ingreso de mestizas. La primera iglesia del monasterio fue construida entre 1610 y 1612 siendo su arquitecto Francisco de la Cueva.
El terremoto de 1650 destruyó las construcciones existenteas por lo que en 1651 se iniciaron las obras de reconstrucción, la misma que debió terminarse hacia 1669.
Desde 1972 el inmueble forma parte de la Zona Monumental del Cusco declarada como Monumento Histórico del Perú. Asimismo, en 1983 al ser parte del casco histórico de la ciudad del Cusco, forma parte de la zona central declarada por la UNESCO como Patrimonio Cultural de la Humanidad.
Desde 1975 funciona también como museo con una exposición permanente de lienzos de la Escuela Cusqueña.

## Descripción
La iglesia consta de por una bóveda de mediopunto sostenida por arcos cruceros con una cúpula sobre la capilla mayor. Los edificios del convento son dos claustros en los que el obispo Manuel de Mollinedo y Angulo mandó construir una fuente en cada uno hacia 1678. Las construcciones son de adobe y piedra.

#### Libros y publicaciones
- Angles Vargas, Víctor (1983). Historia del Cusco (Cusco Colonial) Tomo II Libro Primero. Lima: Industrialgrafica S.A.
- Kubler, George (1953). «Cuzco Reconstrucción de la ciudad y restauración de sus monumentos Informe de la misión enviada por la Unesco en 1951». UNESCO. Consultado el 26 de agosto de 2019.
- Navarro Linares, Deysi (2012). El convento de Santa Clara y la Mujer Mestiza Cusqueña: 1560-1600 (Licenciatura). Universidad Nacional San Antonio Abad del Cusco. Consultado el 21 de octubre de 2019. (enlace roto disponible en Internet Archive; véase el historial, la primera versión y la última).

- Datos: Q71896434
- Multimedia: Santa Catalina (Cusco) / Q71896434